# بوبرا ویلکا
بوبرا ویلکا (به لهستانی:  Bobra Wielka) یک روستا در لهستان است که در گمینا نوو دوور واقع شده‌است.